# Hussein El-Sayed
Hussein El-Sayed (ar. حسين السيد; ur. 11 grudnia 1964) – egipski piłkarz grający na pozycji bramkarza. W swojej karierze rozegrał 8 meczów w reprezentacji Egiptu.

## Kariera klubowa
Swoją karierę piłkarską El-Sayed rozpoczął w klubie ESCO SC, w którym grałw latach 1984-1987. W 1987 roku przeszedł do Zamaleku. Wraz z tym klubem wywalczył trzy mistrzostwa Egiptu w sezonach 1987/1988, 1991/1992 i 1992/1993. Zdobył też dwa Puchary Egiptu w sezonach 1987/1988 i 1998/1999, Puchar Mistrzów w 1993 i 1996 roku, Superpuchar Afryki w 1994 i 1997 roku oraz Mistrzostwo Afro-Azjatyckie w latach 1987 i 1997. W 1999 roku zakończył w nim swoją karierę.

## Kariera reprezentacyjna
W reprezentacji Egiptu El-Sayed zadebiutował 11 listopada 1991 w wygranym 6:0 towarzyskim meczu z Indonezją, rozegranym w Daejeonie. W 1994 roku został powołany do kadry na Puchar Narodów Afryki 1994. Na tym turnieju był rezerwowym bramkarzem i nie wystąpił w żadnym spotkaniu. Od 1991 do 1997 rozegrał w kadrze narodowej 8 meczów.